# グアダラマ国立公園

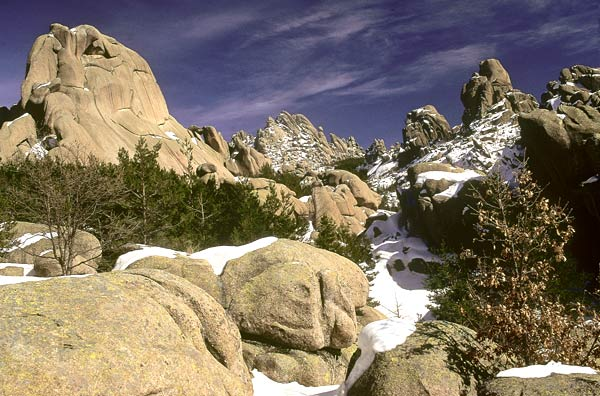
提案時の国立公園の花崗岩

グアダラマ国立公園 (スペイン語: Parque Nacional de la Sierra de Guadarrama) は、スペインの国立公園。公園の面積は約34,000ヘクタールを越え、スペインの国立公園制度において5番目に大きい国立公園である。セントラル山系のグアダラマ山脈にはいくつかの生態学的に豊かな地域がある。マドリード州およびカスティーリャ・イ・レオン州（セゴビア県とアビラ県）に位置する。2003年6月26日に国立公園に指定されたことがスペイン政府官報(BOE)で公表された。

## 環境
イベリア半島で唯一グアダラマ山脈に存在する「地中海地方の高山」を含む、11の異なった生態系を保護することがグアダラマ国立公園の指定の目的である。この国立公園の領域には、絶滅の危機に瀕した13種や、1,500種以上の原生植物に、30種類の植物などが含まれ、計1,280種以上の様々な植物の種が存在することが宣言されている。植生の特徴としてはスコッチパイン、オーク、イブキ、ピオルモなどが存在する。
この山に存在する動物種はスペインの総動物相の45%、ヨーロッパの18％に達する。動物種に関しては、シカ（アカシカ、ノロジカ、ダマジカ）、イノシシ、ヤギ、ヨーロッパアナグマ、数種のイタチ、ネコ、キツネ、ノウサギなど多くの哺乳類が存在する。多くの水鳥の種は貯水池に生息し、イベリアカタシロワシやクロハゲワシのような大きな猛禽類も生息する。近年では、オオカミの一群が70年ぶりに発見された。

## 国立公園に指定されるまでの試行の歴史
1920年代にペニャラーラ峰登山団体がグアダラマ山脈は国立公園として指定する必要があると提案した。この国立公園化計画は21世紀初頭にマドリード州が復案させるまで保留状態に置かれていた。この国立公園の未指定に代え、この山脈のいくつか地域には異なる保護が与えられていた。
- 1984年より、エル・エスコリアル修道院が世界遺産として保護されている。（マドリードのエル・エスコリアルの修道院と王室用地）
- 1990年に、スペインの自然公園として、ペニャラーラ自然公園が指定された。この自然公園には両生類にとって重要である湿地帯を含み、2006年にはラムサール条約登録湿地に「マシソ・デ・ペニャラル湿地」(Humedales del Macizo de Peñalar)として指定された。この自然公園に含まれる鳥類の生存保護のための特別保護区には境界が敷かれている。
- 1980年代には「クエンカ・アルタ・デル・マンサナーレス地域公園」(Parque Regional de la Cuenca Alta del Manzanares)として広域公園が設立されている。この領域にはマンサナレス川上域の浅瀬が含まれており、これは1992年に「クエンカ・アルタ・デル・リオ・マンサナーレス」(Cuenca Alta del Río Manzanares)として生物圏保護区に指定された[2]。

国立公園化の提案が21世紀の初頭に提案されたとき、この公園はスペインにおいて4番目に大きな国立公園となるはずであった。2006年には国立公園の指定はすぐに成されるようにみえた。国立公園化計画のマドリード州の州境にかかる部分は2006年11月に承認されている。

### カスティーリャ・イ・レオン州での計画
スペインの自治州であるカスティーリャ・イ・レオン州は、国立公園内の一部に州領域が含まれることに原則的に合意したが、対応計画の作成に遅延が見られ、2008年初頭には横に置かれるようになった。報道によれば、カスティーリャ・イ・レオン州は人口の減少に悩まされており、州政府はスペインの首都に近いことで開発会社にとって魅力的であったこの地域に開発制限がかかることを嫌がっていたとされる。州政府は人口減少の理由としてサン・グロリオなど、自治州内のその他の場所での環境学的に価値のある地域の保護をあげたものの、人口減少を理由とする停滞は計画の遅延に対する公式な説明ではなかった。この国立公園化計画への遅延に対する公的な説明は、「伝統的な」土地利用権の保護への要望のためとされた。このカスティーリャ・イ・レオン州による表明には、山脈の横に位置する地域の保護を国立公園の保護レベルよりも、（自然公園や広域公園のように）もっと低いレベルとする狙いがあった。なんにせよ、2009年には計画の規模は縮小されタイムテーブルには拘ったものの、カスティーリャ・イ・レオン州は2010年の国立公園設置計画が承認されるよう指示した。マドリード州でも似たような経緯で公園の規模が縮小された。(#マドリード州での計画）

### マドリード州での計画
2008年後半、マドリード州は計画されている規制によって「伝統的な」土地利用への制限がかかってしまうことへの懸念を引用し、国立公園におけるマドリード州部分を縮小するよう提案した 。
州首相のエスペランサ・アギーレは、伝統的な利用は最も優れた保全戦略であると主張し、家畜の飼育を指示し、この山脈での登山や林業は伝統的なものであるとした。これに次ぎ、狩猟や釣りなども同じく（伝統的なものとして）分類されると考えていることを明らかにした。アギーレは、保護される土地面積が縮小されることはないが、中心部の外では保護レベルは下がるであろうことを示唆した。国立公園の領域は大部分は山頂に限定され、下部の斜面には、この山脈に家屋を建築する適切な機会が充分に残された。2009年には詳細な提案が提出された。これは都市化への成長を望むムニシピオ（自治体）に影響され、肯定的な反応を受け取った。